# Rừng thường xanh

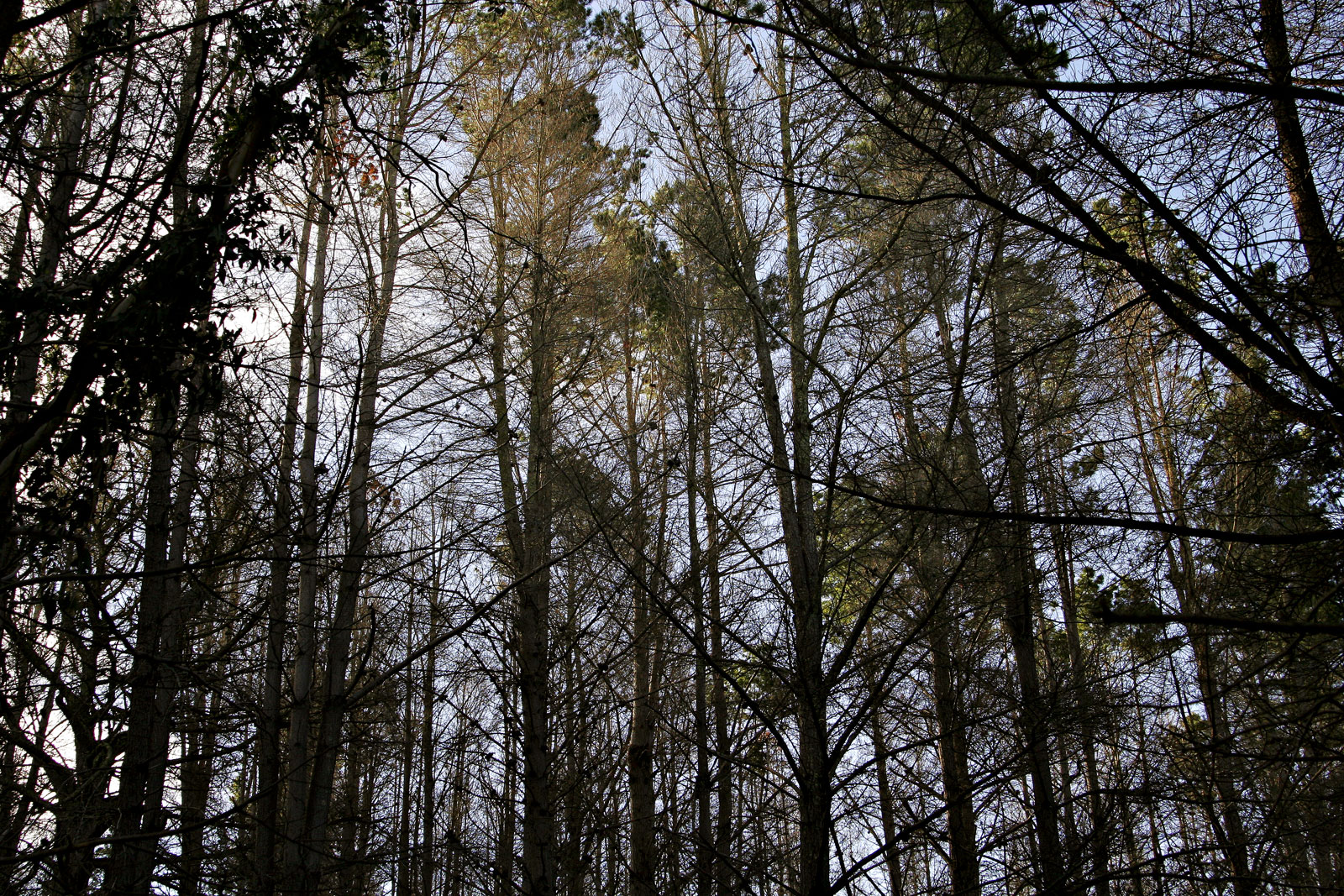
Một khu rừng thường xanh

Rừng thường xanh là một khu rừng gồm toàn bộ hoặc chủ yếu là cây thường xanh mà chúng thường mang lá xanh quanh năm. Như rừng ở vùng xích đạo, giữa các vùng nhiệt đới chủ yếu là cây thường xanh lá rộng, và ở các vùng ôn đới và phương bắc chủ yếu là cây thường xanh cây lá kim. Rừng ẩm ướt, rừng núi, rừng rêu, rừng quế, rừng mây, rừng sương mù, nói chung là nhiệt đới hoặc cận nhiệt đới hoặc rừng thường xanh ôn đới, được tìm thấy trong các khu vực có độ ẩm cao và nhiệt độ tương đối ổn định và nhẹ. Rừng mây thường thể hiện một sự phong phú của rêu bao phủ mặt đất và thảm thực vật.